# サバイバルホラー
サバイバルホラー（英: Survival horror）は、コンピュータゲームのジャンルの1つで、プレイヤーがアンデッドや超自然的な敵などから生き延びることを目的としたホラーゲームのことを指す。閉所恐怖を感じさせる場所が舞台で、第三者からの視点でプレイするというのが典型である。ただし、これは「そうしたジャンルが多い」というだけで、それ以外の視点（主観であったり―）のゲームでも「ゾンビや幽霊等から生き延びる」というコンセプトのゲームならば、それはオカルト性の有無を問わずサバイバルホラーと呼べるだろう。一般的に「サバイバルホラー」というジャンルには、そのゲーム性よりもテーマのほうが重視される。そのため、極論すれば落ちものパズルやレースゲームでも「サバイバルホラー」というジャンルを取り入れる事は理論上不可能ではない。
また、欧米および日本のホラー映画においてもよく使われているジャンルである。「サバイバルホラー」という語が初めて用いられたのは1996年に発売された『バイオハザード』であるが、それ以前のゲームである『アローン・イン・ザ・ダーク』はこのジャンルの先駆けである。この語は『バイオハザード』以前に発売された同種のゲームについてもよく用いられている。

## 概要
サバイバルホラーは、プレイスタイルだけでなくテーマによって定義される唯一のコンピュータゲームのジャンルである。
そのため、サバイバルホラーゲームは原則として他のジャンルのゲームシステムを内包している必要がある。なぜならば、サバイバルホラーというジャンル自体にはゲーム的なルールは存在しないからである。特に最初にサバイバルホラーの名を使ったバイオハザードについては、明確にサードパーソン・シューティングゲームのシステムが踏襲された「アクションシューティング」の類のゲームである。これらサバイバルホラーゲームはベルトスクロールアクションゲームや選択式アドベンチャーゲーム、RPG、そしてファーストパーソン・シューティングゲーム等、様々なジャンルの要素がミックスして取り入れられることも珍しくない。また、典型的なホラー映画に見られるような、暗い雰囲気、暴力そして超自然的なテーマを扱っており、サバイバルホラーの定義においては、これこそがゲームシステムよりも重要である。
サバイバルホラーでは、物語の進行の中で謎解きや探検の要素が登場する。プレイヤーはしばしば限られた弾薬や生命値との戦いを余儀なくされ、それゆえに「サバイバル」ホラーと呼ばれているのである。また、しばしばプレイヤーキャラクターを見知らぬ場所に放り出すことでプレイヤーに不安と孤独を感じさせるようになっている。ゲームによっては「安全地帯」が設けられており、敵の攻撃を受けることなくキャラクターが傷を癒したり、地図を見たり、ゲームデータをセーブできるようになっている。場合によってはそういった場所も敵の支配下にあったり、包囲されていたりして一刻の猶予も無いこともある。一方でサバイバルホラーには一回の攻撃でプレイヤーキャラクターを殺すことのできるような敵がいるという側面もある。
大部分のサバイバルホラーは一部例外があるものの、1人用のゲームである。プレイヤーキャラクターは大抵武装しているが、ファーストパーソン・シューティングゲームのような重武装をしているというのは稀である。武器としては、鉄パイプや包丁といった間に合わせのものが多い。プレイヤーの最終目標はゾンビやモンスターのはびこる孤立した建物や町からの脱出である。敵は倒すこともできるが、プレイヤーが進むためには敵を避ける方が好ましいことが多く、むしろそうしなければならないこともある。
プレイヤーを動揺させ、非力であると感じさせるために開発者が用いる技法がある。それは、強大あるいは数多くいる敵と、それに対してプレイヤーキャラクターがどれだけ準備できているかということを対比させる方法である。もしプレイヤーが傷つきやすそうに見え、間に合わせの武器を持った平均的な人間を操作するならば、少数の、等身大のモンスターであってもプレイヤーにとっては脅威に思えるだろう。これが武装した兵士ならば、同じ効果を出すためには巨大で、より強く、そしてよりたくさんの敵が必要である。多くのサバイバルホラーでは主人公をいかにもか弱そうな女性とし、プレイヤーに無数の敵に立ち向かうには準備不足であると感じさせるようにしている。

## 歴史
1990年代初頭にはこの種のゲームの例を見ることができる。サバイバルホラーというジャンルは『バイオハザード』によって広まったものであるが、『ラプラスの魔』『スウィートホーム』や『クロックタワー』、『アローン・イン・ザ・ダーク』といった作品があり、『バイオハザード』にも大きな影響を与えている。『アローン・イン・ザ・ダーク』の多くの要素、すなわちグラフィックとゲームシステムがカプコンの『バイオハザード』でも用いられている。特に、キャラクターや物体を動的なレンダリングをされたポリゴンモデルの中で静的なプリレンダリングされたゲームフィールドを用いていること、およびキャラクターの動きや戦闘の操作体系が最もよく似ている点である。『アローン・イン・ザ・ダーク』は、アクションシーンが『バイオハザード』よりもかなり少ないものの、対峙する多くの敵やモンスターは倒すことができず、敵を避けたり裏をかいたりしなけらばならない、よりパズル志向の強いものである。
「サバイバルホラー」という語は、1996年に発売された『バイオハザード』で初めて用いられたものである。発売時にはカバーに書かれているような「サバイバルホラー」なるジャンルは存在していなかった。またゲームのロード時には「Enter the world of survival horror...」という一文が表示される。特に、『スウィートホーム』は、バイオハザードのゲームディレクターである三上真司にとって、インスピレーションの役に立ったものである。
サバイバルホラーゲームに共通するいくつかの要素は1981年のAtari 2600用ゲーム『ホーンテッドハウス』（Haunted House）に見出すことができ、サバイバルホラーの最も初期の例であると考える者もいる。『クロックタワー』や『サイレントヒル』はサバイバルホラーの中でも、暴力やショッキングさよりも心理学的な恐怖に重点を置いたゲームである。こういったカテゴリのゲームは主人公のもろさを強め、緊張を高めるために戦闘シーンを抑え目にしているのである。類似した作品に『零』『エターナルダークネス 〜招かれた13人〜』『SIREN』がある。また、サバイバルホラーの初期の例として、 東大駒場祭に展示されたPET-2000用ゲーム『宇宙輸送船ノストロモ』もある。

## 主なタイトル
- バイオハザードシリーズ
- クロックタワーシリーズ
- サイレントヒルシリーズ
- パラサイト・イヴシリーズ
- ディノクライシスシリーズ
- 零シリーズ
- SIRENシリーズ
- サイコブレイクシリーズ